# 长川里站
長川里站（韓語：장천리역）是朝鮮民主主義人民共和國黄海北道黄州郡的一個鐵路車站，属于松林线。

## 历史
- 1915年12月5日，开通[1]。

## 邻近车站
松林线
黄州站 - 長川里站 - 松林青年站